# Shenzhen Open 2019 - Qualificazioni singolare
Le qualificazioni del singolare dello Shenzhen Open 2019 sono state un torneo di tennis preliminare per accedere alla fase finale della manifestazione. Le vincitrici dell'ultimo turno sono entrate di diritto nel tabellone principale. In caso di ritiro di una o più giocatrici aventi diritto, a queste sono subentrate le lucky loser, ossia le giocatrici che hanno perso nell'ultimo turno ma che avevano una classifica più alta rispetto alle altre partecipanti che avevano comunque perso nel turno finale.

## Teste di serie
1. Anna Blinkova (ultimo turno)
2. Monica Niculescu (qualificata)
3. Fiona Ferro (ritirata)
4. Anhelina Kalinina (ultimo turno)

1. Nao Hibino (ultimo turno)
2. Zhu Lin (ultimo turno)
3. Ivana Jorović (qualificata)
4. Veronika Kudermetova (qualificata)

## Qualificate
1. Veronika Kudermetova
2. Monica Niculescu

1. Xun Fangying
2. Ivana Jorović

## Tabellone

### Legenda
| - Q = Qualificato - WC = Wild card - LL = Lucky loser | - ALT = Alternate - SE = Special Exempt - PR = Protected Ranking | - w/o = Walkover - r = Ritirato - d = Squalificato |

### Sezione 1
|  | Primo turno | Primo turno          | Primo turno          | Primo turno | Primo turno |  |  | Ultimo turno | Ultimo turno         | Ultimo turno | Ultimo turno | Ultimo turno |  |
|  |             |                      |                      |             |             |  |  |              |                      |              |              |              |  |
|  | 1           | Anna Blinkova        | Anna Blinkova        | 6           | 6           |  |  |              |                      |              |              |              |  |
|  |             | Duan Yingying        | Duan Yingying        | 4           | 4           |  |  | 1            | Anna Blinkova        | 1            | 6            | 6            |  |
|  |             | Danka Kovinić        | Danka Kovinić        | 4           | 5           |  |  | 8            | Veronika Kudermetova | 6            | 3            | 7            |  |
|  | 8           | Veronika Kudermetova | Veronika Kudermetova | 6           | 7           |  |  |              |                      |              |              |              |  |

### Sezione 2
|  | Primo turno | Primo turno           | Primo turno           | Primo turno | Primo turno |  |  | Ultimo turno | Ultimo turno     | Ultimo turno     | Ultimo turno | Ultimo turno |  |
|  |             |                       |                       |             |             |  |  |              |                  |                  |              |              |  |
|  | 2           | Monica Niculescu      | Monica Niculescu      | 6           | 6           |  |  |              |                  |                  |              |              |  |
|  |             | Irina Chromačëva      | Irina Chromačëva      | 0           | 3           |  |  | 2            | Monica Niculescu | Monica Niculescu | 6            | 6            |  |
|  |             | Natalia Vikhlyantseva | Natalia Vikhlyantseva | 2           | 2           |  |  | 5            | Nao Hibino       | Nao Hibino       | 2            | 2            |  |
|  | 5           | Nao Hibino            | Nao Hibino            | 6           | 6           |  |  |              |                  |                  |              |              |  |

### Sezione 3
|  | Primo turno | Primo turno           | Primo turno           | Primo turno | Primo turno |  |  | Ultimo turno | Ultimo turno | Ultimo turno | Ultimo turno | Ultimo turno |  |
|  |             |                       |                       |             |             |  |  |              |              |              |              |              |  |
|  | Alt         | Xun Fangying          | Xun Fangying          | 7           | 6           |  |  |              |              |              |              |              |  |
|  | WC          | Yang Zhaoxuan         | Yang Zhaoxuan         | 64          | 4           |  |  | Alt          | Xun Fangying | 6            | 4            | 7            |  |
|  |             | Georgina García Pérez | Georgina García Pérez | 4           | 65          |  |  | 6            | Zhu Lin      | 3            | 6            | 62           |  |
|  | 6           | Zhu Lin               | Zhu Lin               | 6           | 7           |  |  |              |              |              |              |              |  |

### Sezione 4
|  | Primo turno | Primo turno       | Primo turno       | Primo turno | Primo turno |  |  | Ultimo turno | Ultimo turno      | Ultimo turno | Ultimo turno | Ultimo turno |  |
|  |             |                   |                   |             |             |  |  |              |                   |              |              |              |  |
|  | 4           | Anhelina Kalinina | Anhelina Kalinina | 6           | 6           |  |  |              |                   |              |              |              |  |
|  |             | Liu Fangzhou      | Liu Fangzhou      | 4           | 3           |  |  | 4            | Anhelina Kalinina | 0            | 7            | 0            |  |
|  |             | Irina Bara        | Irina Bara        | 5           | 4           |  |  | 7            | Ivana Jorović     | 6            | 5            | 6            |  |
|  | 7           | Ivana Jorović     | Ivana Jorović     | 7           | 6           |  |  |              |                   |              |              |              |  |